# SIG Combibloc
SIG Combibloc Group AG (oprindeligt Schweizerische Industrie Gesellschaft) er en schweizisk producent af emballage, der tidligere har produceret skydevåben og sporvogne. De har hovedkvarter i Neuhausen am Rheinfall og er specialiseret i emballage til drikke- og fødevaresektoren.